# Біле озеро (Россонський район, південне)
Бі́ле (біл. Белае) — невелике озеро в Россонському районі Вітебської області Білорусі.
Озеро розташоване за 24 км на північний захід від селища Россони, серед соснового лісу, на висоті 130 м над рівнем моря, в басейні річки Свольна.
Площа становить 1,17 км². Озеро заросле очеретом. Вода протокою стікає до річки Свольна. Неширокими валами відокремлене від сусідніх озер Бредно на сході та Дем'я північному заході.